# Formstoff
Formstoffe, bestehend aus Formgrundstoff (Quarz-, Chromit-, Zirkon- und andere Sande), Bindemittel (Gießereibinder: Ton, Wasserglas, chemische Binder) und ggf. Zusätzen (wie Trennmittel, Kryolith usw.), dienen der Urformherstellung in Metallgießereien. Traditionell wurde Modellsand verwendet.
Nach einem Aufbereitungs- und/oder Mischvorgang in einem Sandmischer wird eine bildsame, feuerfeste Substanz zur Abbildung der Gussform verwendet, welche nach der Gusskörperbildung wieder verworfen werden muss. Je nach Art, Größe und Werkstoff der zu vergießenden Teile kommen dementsprechend sehr vielfältig-verschiedene Formstoffsysteme zum Einsatz.
Die Beurteilung von Formstoffen erfolgt über deren formtechnische und gießtechnologische Eigenschaften sowie den Rückgewinnungsmöglichkeiten zur Wiederverwendung. Um die optimalen Einsatzeigenschaften in den Gießbetrieben stabil zu gewährleisten, wird eine regelmäßige Formstoffprüfung durchgeführt. Kriterien hierfür sind Festigkeitseigenschaften, thermische Beständigkeit und Gasdurchlässigkeit.